# سامي الخطيب
سامي الخطيب ، (1933 جب جنين في البقاع الغربي -25 مايو 2019) هو عسكري لبناني رفيع (لواء ركن)، تولى مناصب عدة في السلك العسكري اللبناني، وكان له دور في الكثير من الأحداث الأمنية التي عصفت في لبنان، توفي في 25 مايو 2019.

## نشأة
دخل المدرسة الحربية في العام 1953 وتخرج منها برتبة ملازم في قوى البرية في العام 1955، في تشرين الأول/أكتوبر من العام 1960، حول إلى قيادة أركان الجيش – الشعبة الثانية، وكان لسنوات عديدة رئيسا لفرع الأمن القومي (الداخلي) وهي مديرية المخابرات التي أتاحت له التعرف على رجال السياسة والأحزاب والفعاليات السياسية مما ساهم في تنمية ثقافته السياسية في حقبة الستينات من القرن الماضي. أمسك بزمام الأمن في بيروت حتى أطلق عليه لقب والي بيروت، تدرج بالرتب العسكرية أكثر من مرة في صورة استثنائية، حتى رتبة لواء.تابع دورات دراسية عسكرية عدة، في أميركا ودول أوروبية عدة منها كلية الأركان في فرنسا.عين ملحقا عسكريا في سفارة لبنان في باكستان في العام 1971. سرِّح من الجيش في العام 1973 ثم اعيد اليه في العام 1976 مع كامل رتبه وحقوقه المادية والعسكرية.

## ملحق عسكري في الباكستان
ومن المخابرات، انتقل إلى الباكستان كملحق عسكري ثم استدعي وسرِّح من الخدمة العسكرية بتهمة التدخل في السياسة وحجز الحريات وتبديد الأموال.
ويرد مدافعًا عن نفسه بأن كلّها أمور نفذوها كضباط صغار لايملكون مناقشة مرؤوسيهم.
بعدها لجأ إلى سوريا وعاش فيها كلاجئ سياسي هناك حتى العام 1974.

## قيادته لقوات الردع العربية
تسلّم قيادة قوات الردع العربية بعد استقالة العميد أحمد الحاج، وقد ضمّت وحدات من 6 دول مختلفة هي (سوريا، لبنان، السعودية، السودان، اليمن الإمارات)، وذلك لوقف الحرب التي كانت دائرة في لبنان والتي كانت تهدف إلى تقسيم البلاد، بين الفلسطينيين والقوى اليسارية وبين المسيحيين والقوى اليمينية في البلد.

## بعد اتفاق الطائف
بعد اشتداد الحرب اللبنانية انسحبت القوات العربية من لبنان ولم يبقَ منها سوى القوات السورية، التي حلّها الرئيس أمين الجميّل في العام 1983، فعاد سامي الخطيب إلى الجيش، وترقّى في المناصب حتى أصبح لواء ركن، وتولى قيادة وحدات الجيش غير الخاضعة للعماد ميشال عون، وبعد اتفاق الطائف تقدّم باستقالته إلى الرئيس إلياس الهراوي وتم تعيينه وزيرا للداخلية في ثاني وثالث حكومة بعد الحرب الأهلية.

## مناصبه الرسمية في لبنان
بعد انتهاء الحرب الأهلية اللبنانية تولى مناصب عدة في الدولة اللبنانية ومنها:
- وزير للداخلية في حكومة عمر كرامي الأولى بعد الحرب الأهلية في 24/12/1990.
- وزير للداخلية اللبناني في حكومة الرئيس رشيد الصلح الذي أشرف على أول انتخابات برلمانية لبنانية بعد الحرب الأهلية عام 1992 م.
- نائب عن البقاع الغربي وراشيا في البرلمان اللبناني في دورة عام 1992 ودورة عام 1996 ودورة عام 2000
- إنتخب رئيسا للجنة الدفاع الوطني والأمن البرلمانية لمدة تسع سنوات متتالية كان آخرها في العام 2005.

## تأليف
أصدر في العام 2008 كتابا باسم "سامي الخطيب في عين الحدث 45 عاما لأجل لبنان"، ضمنه تجربته ومعاناته في السنوات الخمس والأربعين من حياته الوظيفية والنيابية والوزارية، ثم أعد الجزء الثاني من الكتاب حول المرحلة اللاحقة من عمله في سبيل وطنه لبنان وهو قيد الإنجاز.

## وفاته
توفي فجر 25 ايار 2019 بعد صراع مع المرض.